# Efect de seră
 Efect de seră este un termen folosit pentru a evidenția contribuția unor anumite gaze emise natural sau artificial la încălzirea atmosferei terestre prin modificarea permeabilității atmosferei la radiațiile solare reflectate de suprafața terestră. Acest fenomen a fost descoperit de Joseph Fourier în 1824.
În cazul atmosferei Pământului, efectul de seră a fost responsabil de încălzirea suficientă a acesteia pentru a permite dezvoltarea plantelor așa cum le cunoaștem și noi astăzi.

## Gaze cu efect de seră
Principalele elemente responsabile de producerea efectului de seră sunt vaporii de apă (70%).
Următoarea pondere o are dioxidul de carbon (9%), urmat de metan (9%) si ozon (7%).
În ultima jumătate de secol au fost emise în atmosferă cantități foarte mari de dioxid de carbon și metan, care au redus permeabilitatea atmosferei pentru radiațiile calorice reflectate de Pământ spre spațiul cosmic. Acest lucru a dus la începerea așa-numitului fenomen de încălzire globală.
Conform unui studiu din anul 2007, 22% dintre emisiile mondiale de gaze cu efect de seră provin din agricultură, un procent similar celui din sectorul industrial, dar superior celui din transporturi.
Creșterea vitelor, mai ales transportul și hrănirea acestora, se află la originea a 80% din emisiile de gaze cu efect de seră provenite din agricultură.
Conform raportului IPCC Climate Change 2014: Mitigation of Climate Change, 62% din emisiile de gaze cu efect de seră între 2000 și 2010 sunt reprezentate de dioxidul de carbon. Emisiile de gaze cu efect de seră au crescut mai rapid între 2000 și 2010 decât în cele trei decenii precedente, iar aproape jumătate din emisiile de dioxid de carbon din perioada 1750 – 2010 se datorează ultimilor 40 de ani.

## Problemele ecologice globale și regionale
Una dintre cele mai importante probleme ecologice globale este efectul de seră. Cauza principală a acestui efect constă în acea cantitate enorma de dioxid de carbon și altor substanțe cu efect de seră ce se acumulează în stratul aerian formând o „plapumă”. Substanțele care acționează: freonii, metanul, etanul, oxizii de azot, hidrogenul, apa. Proprietățile acestor substanțe sunt în așa fel că, ele prin sine dau posibilitate razelor ultraviolete să treacă foarte ușor ,ajungând la suprafața solului ,aceste raze se transformă în energie termică, iar energia termică de la suprafața solului prin acest strat trece mult mai greu în așa fel încât se creează situația – cu cât plapuma este mai groasă cu atât sub ea este mai cald. Acest efect, numit efect de seră, determină schimbări climatice globale. Efectul de seră are și proprietăți pozitive, în absența acestor substanțe ce provoacă efectul temperatura medie pe globul pământesc va fi -15 °C. Actualmente, cantitatea bioxidului de carbon este egal cu 0,03 %. Dacă se presupune că această cantitate va fi dublată, în această situație temperatura globului pământesc poate să se schimbe cu 1,3 °C – 3 °C. Această majorare a temperaturii poate provoca topirea ghețarilor, astfel că, nivelul oceanelor poate crește până la 6 m.